# Battaglia di Erzurum (1821)
La battaglia di Erzurum del 1821 venne combattuta ad Erzurum (Turchia) tra le forze dell'Impero ottomano e quelle della Persia (Dinastia Qajar) al comando del principe ereditario Abbas Mirza. Pur in netta inferiorità numerica (30 000 effettivi persiani contro 50 000 turchi), Mirza inflisse una pesante sconfitta alle forze del sultano grazie ad un esercito modernizzato su modello europeo.